# Heiningen (Badenia-Wirtembergia)
Heiningen – miejscowość i gmina w Niemczech, w kraju związkowym Badenia-Wirtembergia, w rejencji Stuttgart, w regionie Stuttgart, w powiecie Göppingen, siedziba związku gmin Voralb. Leży na przedpolu Jury Szwabskiej, ok. 6 km na południe od Göppingen.